# Veliki Cerovec
Veliki Cerovec – wieś w Słowenii, w gminie miejskiej Novo mesto. W 2018 roku liczyła 139 mieszkańców. 